# Scorpion (tv-serie)
Scorpion er en amerikansk action drama tv-serie løst baseret på  Walter O'Briens liv . I serien hjælper O'Brien og hans venner med at løse komplekse globale problemer og redde liv.

## Medvirkende
- Elyes Gabel som Walter O'Brien
- Katharine McPhee som Paige Dineen
- Eddie Kaye Thomas som Tobias "Toby" Meriweather Curtis
- Jadyn Wong som Happy Quinn
- Ari Stidham som Sylvester Dodd
- Robert Patrick som Agent Cabe Gallo
- Riley B. Smith som Ralph Dineen